# Riversdale (Południowa Afryka)
Riversdale – miasto w Republice Południowej Afryki, położone w Prowincji Przylądkowej Zachodniej, w dystrykcie Eden, w gminie Hessequa której jest siedzibą administracyjną.
Riversdale położone jest przy drodze krajowej N2.